# Bodensee-Wasserversorgung

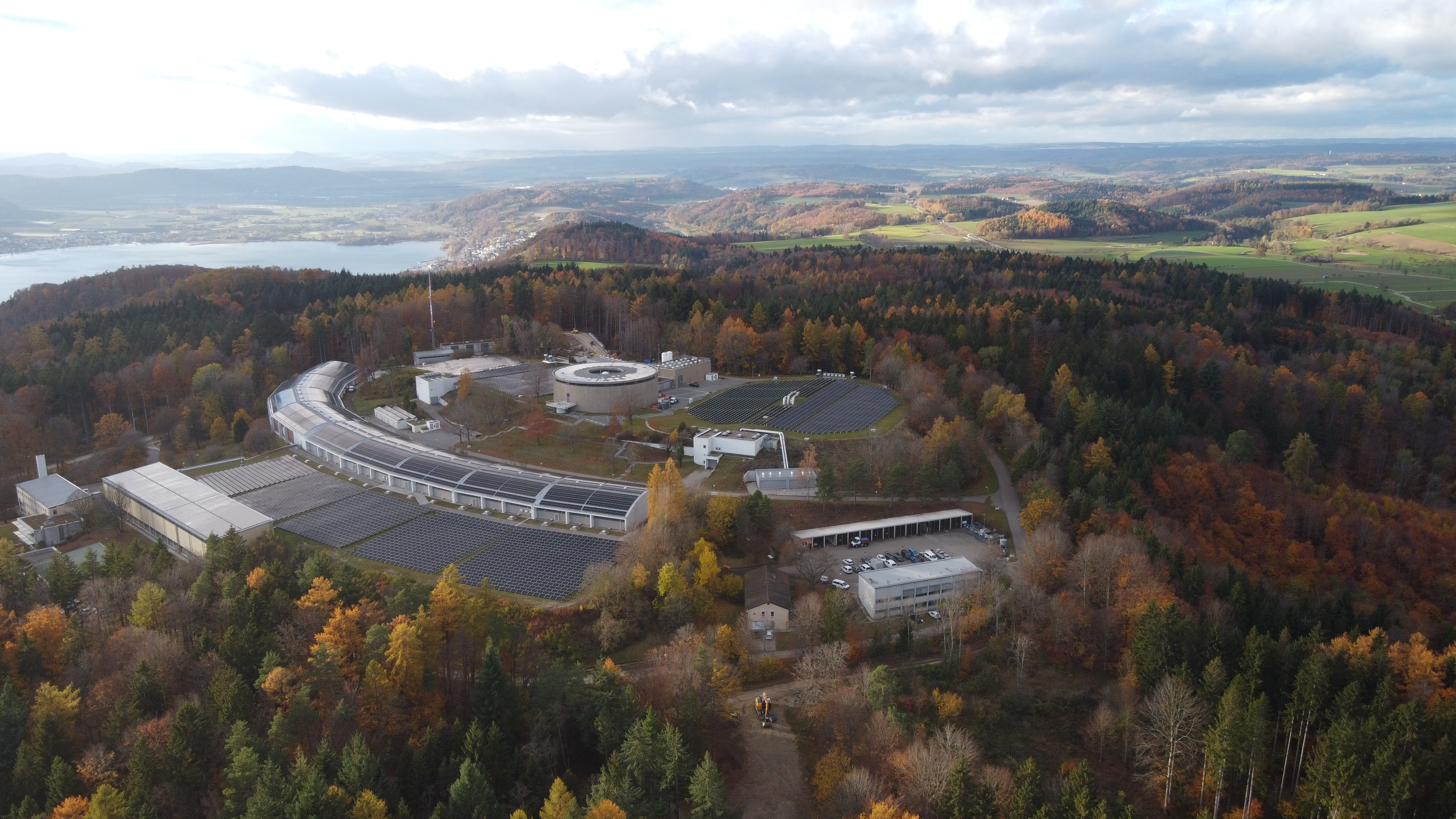
Drohnenaufnahme der Aufbereitungsanlagen der Bodensee-Wasserversorgung auf dem Sipplinger Berg

Die Bodensee-Wasserversorgung (BWV) ist ein Zweckverband mit Sitz in Stuttgart, der am 25. Oktober 1954 von 13 Gemeinden zur Deckung des Wasserbedarfs in vielen Gemeinden der wasserarmen Schwäbischen Alb und im Großraum Stuttgart gegründet wurde. 2015 versorgte sie als eine der größten deutschen Fernwasserversorgungen etwa vier Millionen Menschen in rund 320 Städten und Gemeinden mit Trinkwasser aus dem Bodensee.

## Versorgung

### Wasserentnahme
Dem Bodensee werden jährlich zwischen 125 und 130 Millionen Kubikmeter Wasser durch die Bodensee-Wasserversorgung entnommen. Das ist etwas mehr als ein Prozent des Gesamtdurchflusses und weniger als der Bodensee durch Verdunstung verliert. Die Wasserabgabe im Jahr 2015 lag bei 131 Millionen Kubikmeter. Die höchste Jahresabgabe wurde im Jahr 2003 mit 139,8 Millionen Kubikmetern erreicht. Am 8. August 2003 wurde mit 531.000 Kubikmetern die höchste Tagesabgabe gemessen. Die Bodensee-Wasserversorgung hat ein Entnahmerecht von 670.000 Kubikmetern Rohwasser pro Tag; das sind im Mittel 7750 Liter in der Sekunde. Dies wurde bereits 1966 in einem internationalen Übereinkommen zwischen den Anrainerstaaten Österreich, der Schweiz und der Bundesrepublik Deutschland geregelt. Das von der Bodensee-Wasserversorgung gelieferte Trinkwasser hat einen Härtegrad von 1,6 Millimol Calciumcarbonat pro Liter (ehemals 9,0 Grad deutsche Härte), der pH-Wert liegt bei 7,9 und der Nitratgehalt bei 4,2 mg/l (2015).
Der Bodensee wird zu zwei Dritteln mit Wasser aus den Alpen gespeist. Insgesamt sorgen die Zuflüsse für circa 11,5 Milliarden Kubikmeter frisches Wasser pro Jahr. Die jährliche Wasserentnahme der Bodensee-Wasserversorgung von etwa 125 bis 130 Millionen Kubikmetern Wasser ist, verglichen mit dem Zufluss, also eine vernachlässigbare Menge. Das Wasser aus den Alpen fließt zum überwiegenden Teil aus mehr als 1500 Meter Höhe in den See und ist in seiner Qualität praktisch nicht durch Besiedlung, Industrie und Landwirtschaft beeinträchtigt. Es reicht daher für die Verwendung zu Trinkwasser eine einfache, naturnahe Aufbereitung. Dank des ständigen Zuflusses aus den Alpen steht immer genügend Wasser zur Verfügung.
Durch das große Wasservolumen von fast 50 Kubikkilometern (50 Milliarden Kubikmeter = 50 Billionen Liter) ist das Wasser bei einem Unfall mit wassergefährdenden Stoffen gut geschützt, da Schadstoffe so stark verdünnt werden, dass sie die Trinkwasserversorgung nicht beeinträchtigen könnten. Die niedrigen Konzentrationen würden das Wasser nicht nennenswert belasten und blieben selbst im Rohwasser weit unterhalb der strengen Grenzwerte der Trinkwasserverordnung. Zudem würde die Aufbereitung verhindern, dass solche Stoffe ins Trinkwasser gelangen.
Die unteren Wasserschichten im Bodensee (bis 254 Meter tief) und auch im Überlinger See (bis 147 Meter tief) sind durch die natürliche Schichtung des Wassers vor Verunreinigungen geschützt. Auf dem vier bis fünf Grad Celsius kühlen Tiefenwasser schwimmt fast das ganze Jahr eine wärmere Schicht, die sich wegen ihrer geringeren Dichte kaum mit dem Tiefenwasser vermischt. Gelangen Schadstoffe in die obere Schicht, können sie deshalb nicht in die Tiefe absinken, aus der die Bodensee-Wasserversorgung ihr Wasser entnimmt. Das kühle Tiefenwasser bedeutet zudem einen Schutz vor bakterieller Verkeimung. Lediglich am Ende des Winters ist die Schichtung aufgehoben, und das Wasser wird umgewälzt. Dies ist für den See sehr wichtig, weil dabei der Tiefenbereich mit Sauerstoff versorgt wird.

### Versorgungsgebiet

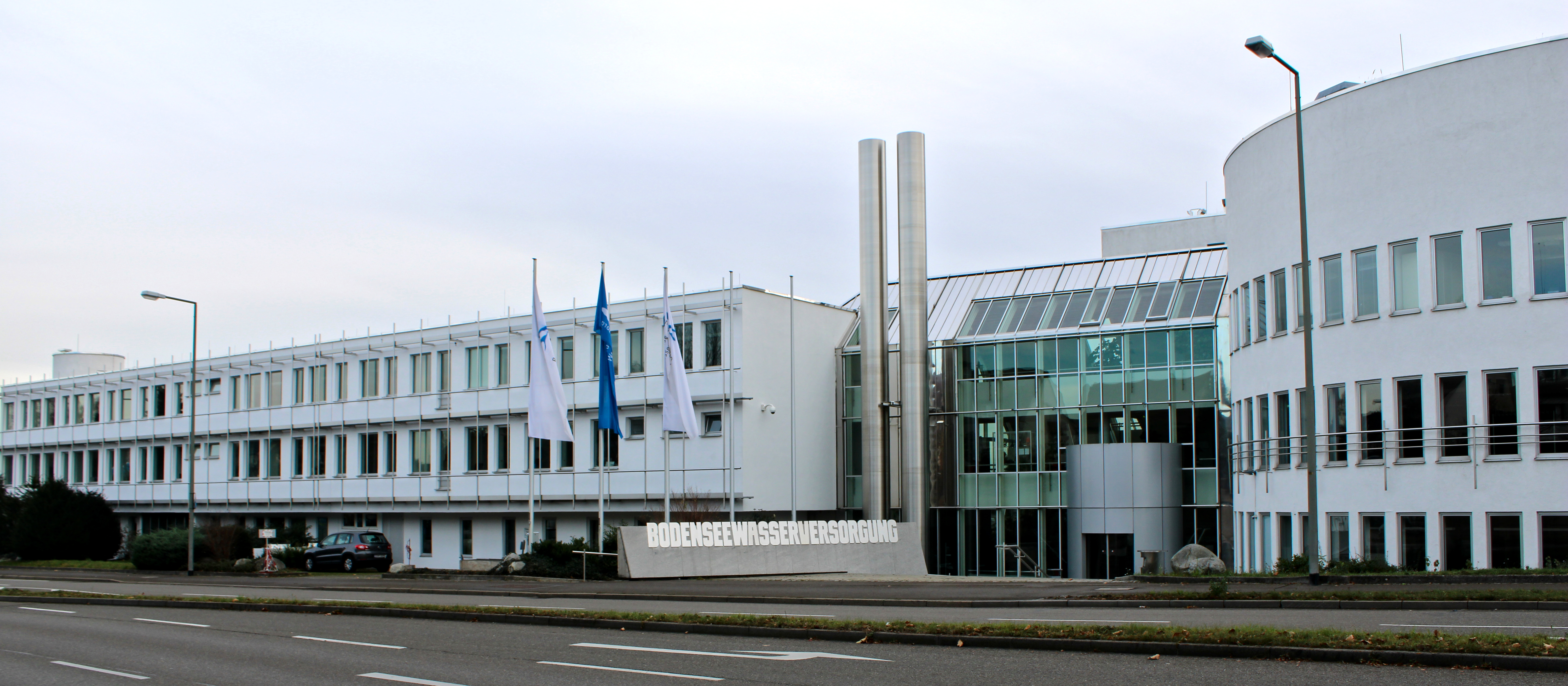
Hauptsitz in Stuttgart-Vaihingen

Der Zweckverband hat 183 Mitglieder, davon 149 Städte und Gemeinden sowie 34 Wasserversorgungs-Zweckverbände. Insgesamt werden so 320 Städte und Gemeinden versorgt.
Das Versorgungsgebiet erstreckt sich vom Bodenseegebiet im Süden bis nach Bad Mergentheim im Nordosten des Landes Baden-Württemberg. Es umfasst den Mittleren Neckarraum sowie Gebiete der Baar, der Schwäbischen Alb, des Schwarzwalds, des Strombergs, des Heilbronner Unterlandes, des Kraichgaus und des Odenwalds bis nahe der hessischen und bayerischen Landesgrenze im Norden.
Im Bodenseegebiet sind die Städte Bodman-Ludwigshafen, Stockach, Hohenfels (bei Stockach), Sipplingen, Überlingen und Uhldingen-Mühlhofen angeschlossen.

### Technik

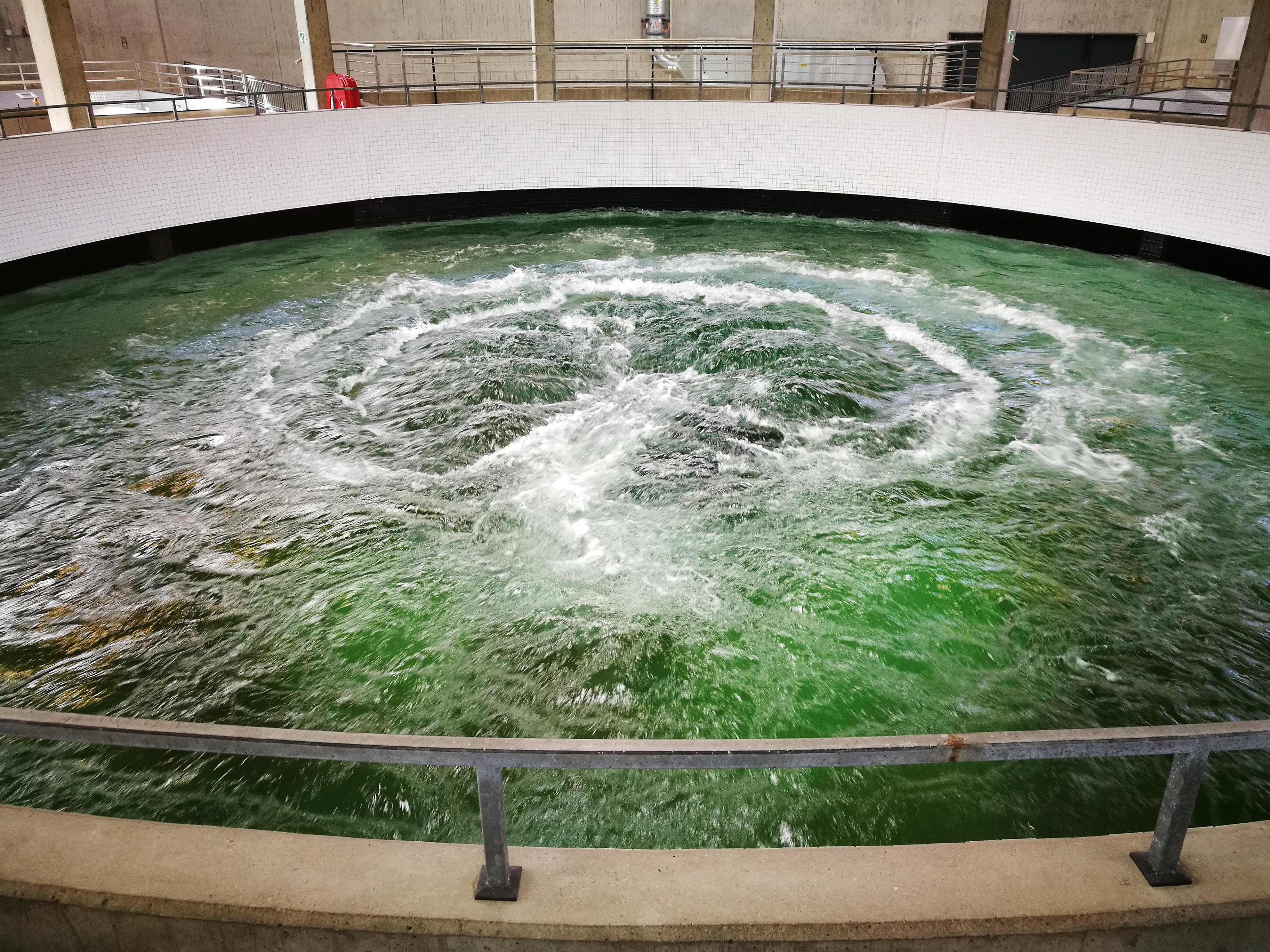
Quelltopf auf dem Sipplinger Berg

Seit 1958 wird das Wasser dem Bodensee bei Sipplingen in 60 m Tiefe durch zwei, seit 1978 drei Rohre entnommen, und im Seepumpwerk Süßenmühle auf den 310 m höher liegenden Sipplinger Berg gepumpt.

#### Labor
Auf dem Sipplinger Berg wird das Trinkwasser durch Mikrosiebe, Ozon- und Fe(III)-Salz-unterstützte Sandfiltration aufbereitet, um dann zur Desinfektion mit Chlorgas versetzt zu werden. Pro Monat werden 60 Wasserproben im Labor über einen Massenspektrometer untersucht. Als Spurenstoffe nachweisbar sind hier z. B. Antidiabetika, Süßstoff, Wärmeschutzmittel und Röntgenkontrastmittel.

#### Wassertransport
Vom Sipplinger Berg aus wird das Wasser durch zwei Haupt- und zahlreiche Neben- und Anschlussleitungen mit Innendurchmessern von bis zu 2,25 m zu den angeschlossenen Städten und Gemeinden geleitet. Die ursprünglichen Leitungen bestanden aus Grauguss, die mit der Zeit leckten und brachen und im 21. Jahrhundert sukzessive durch Stahlrohre erneuert werden.
Das Wasser fließt größtenteils im freien Gefälle bis nach Mosbach im südlichen Odenwald; zusätzlich sorgen 17 Pumpwerke für ausreichend Druck im Netz und befördern das Wasser zu höher gelegenen Gemeinden. Unterstützend können 20 Drucksteigerungsanlagen den in Spitzenzeiten höheren Wasserbedarf abdecken.
Die Hauptleitung 1 von 1958 führt das Wasser bis auf eine Höhe von 753 Meter bei Liptingen (). Von dort fließt es in den Schwarzwald-Baar-Kreis und den Neckarraum bis nach Ludwigsburg.
Die Hauptleitung 2 von 1971 durchquert die Schwäbische Alb durch den rund 24 Kilometer langen unterirdischen „Albstollen“. Mit ihr werden Stuttgart und der nördliche Teil Baden-Württembergs versorgt. Die damals für den Stollenvortrieb eingesetzte Maschine ist heute im Deutschen Bergbau-Museum Bochum ausgestellt. Der Bau der Pipeline (1968–1970) unter der Leitung von Fritz Schmidt war seinerzeit eine herausragende technische Leistung.
Durch die Inbetriebnahme der Fernleitung West von Schönaich bis nach Sternenfels im Jahr 2003 konnten die letzten Engpässe beseitigt werden.
Das Rohrnetz hat eine Länge von etwa 1700 km.

#### Wasserbehälter
In das Rohrnetz sind 29 Wasserbehälter mit zusammen 470.600 m³ Inhalt integriert. Der größte unter diesen ist der Hochbehälter im Stuttgarter Stadtteil Rohr () mit einem Inhalt von 100.000 m³.
| - Hauptleitung 1 - Sipplinger Berg: 112.000 m³ auf 689,4 m ü. NHN - Scheitelbehälter Liptingen: 50.000 m³ auf 753,5 m ü. NHN - Hochbehälter Türnleberg, nördlich von Bad Dürrheim - Hochbehälter Wanne, Villingen - Hochbehälter Ecken - Hochbehälter Rote Steige - Hochbehälter Zepfenhan: 10.000 m³ auf 706 m ü. NHN - Hochbehälter Irrenberg - Hochbehälter Egert - Hochbehälter Wessingen: 15.000 m³ auf 640 m ü. NHN - Hochbehälter Öschingen: 15.000 m³ auf 598 m ü. NHN - Hochbehälter Herrenberg - Hochbehälter Rohr (Stuttgart): 100.000 m³ auf 526 m ü. NHN - Hochbehälter Hohe Warte: 30.000 m³ auf 432 m ü. NHN | - Hauptleitung 2 - Sipplinger Berg: 112.000 m³ auf 689,4 m ü. NHN - Stolleneinlaufbehälter Büttnau: 39.000 m³ auf 651,8 m ü. NHN - Hochbehälter Scheibengipfel, Reutlingen - Hochbehälter Nonnenbrunnen - Hochbehälter Rohr: 100.000 m³ auf 526 m ü. NHN - Hochbehälter Hohe Warte: 30.000 m³ auf 432 m ü. NHN - Hochbehälter Schweinsberg: 24.000 m³ auf 373,2 m ü. NHN - Hochbehälter Hardhof - Hochbehälter Rehberg |

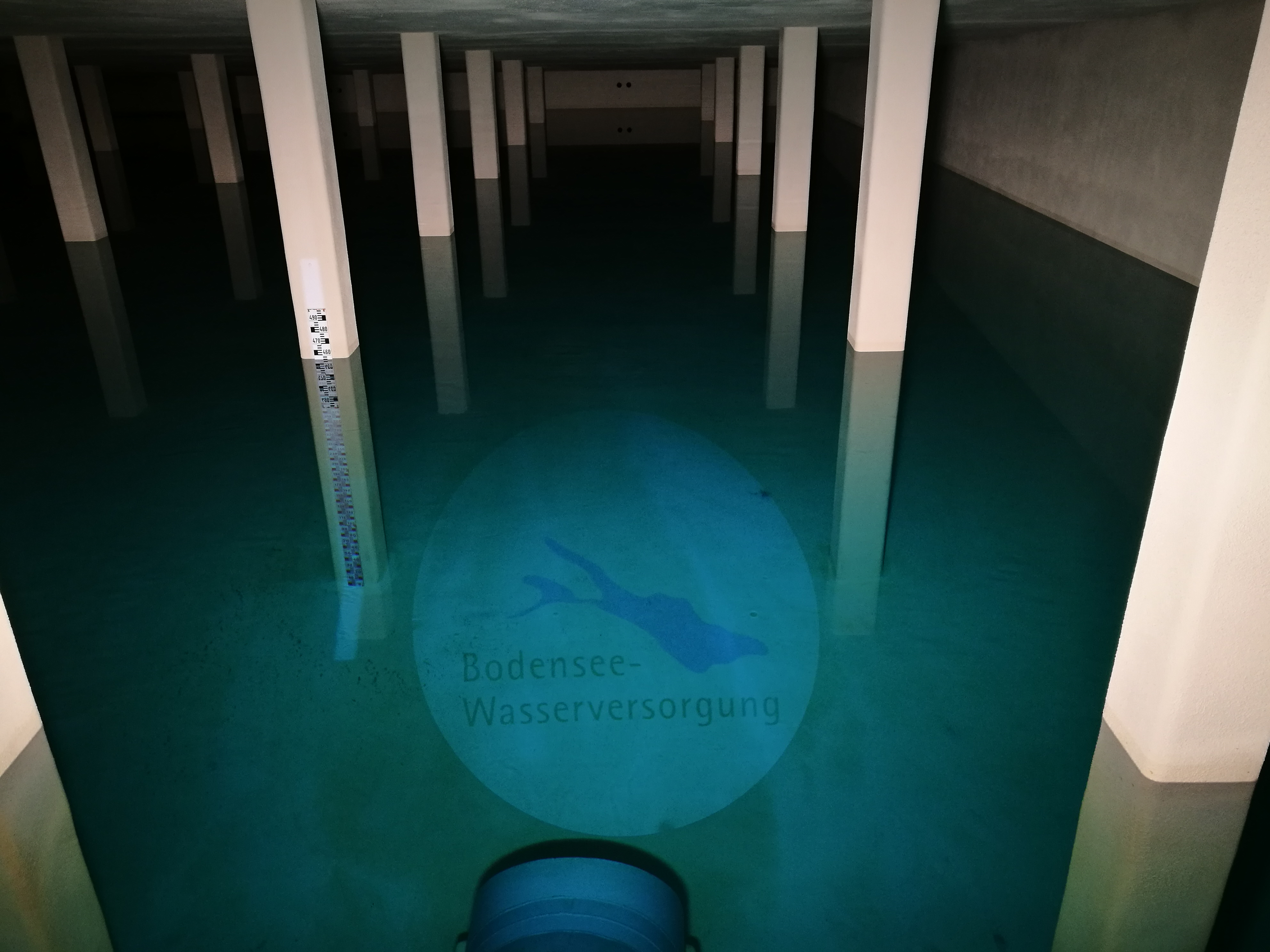
Behälter auf dem Sipplinger Berg
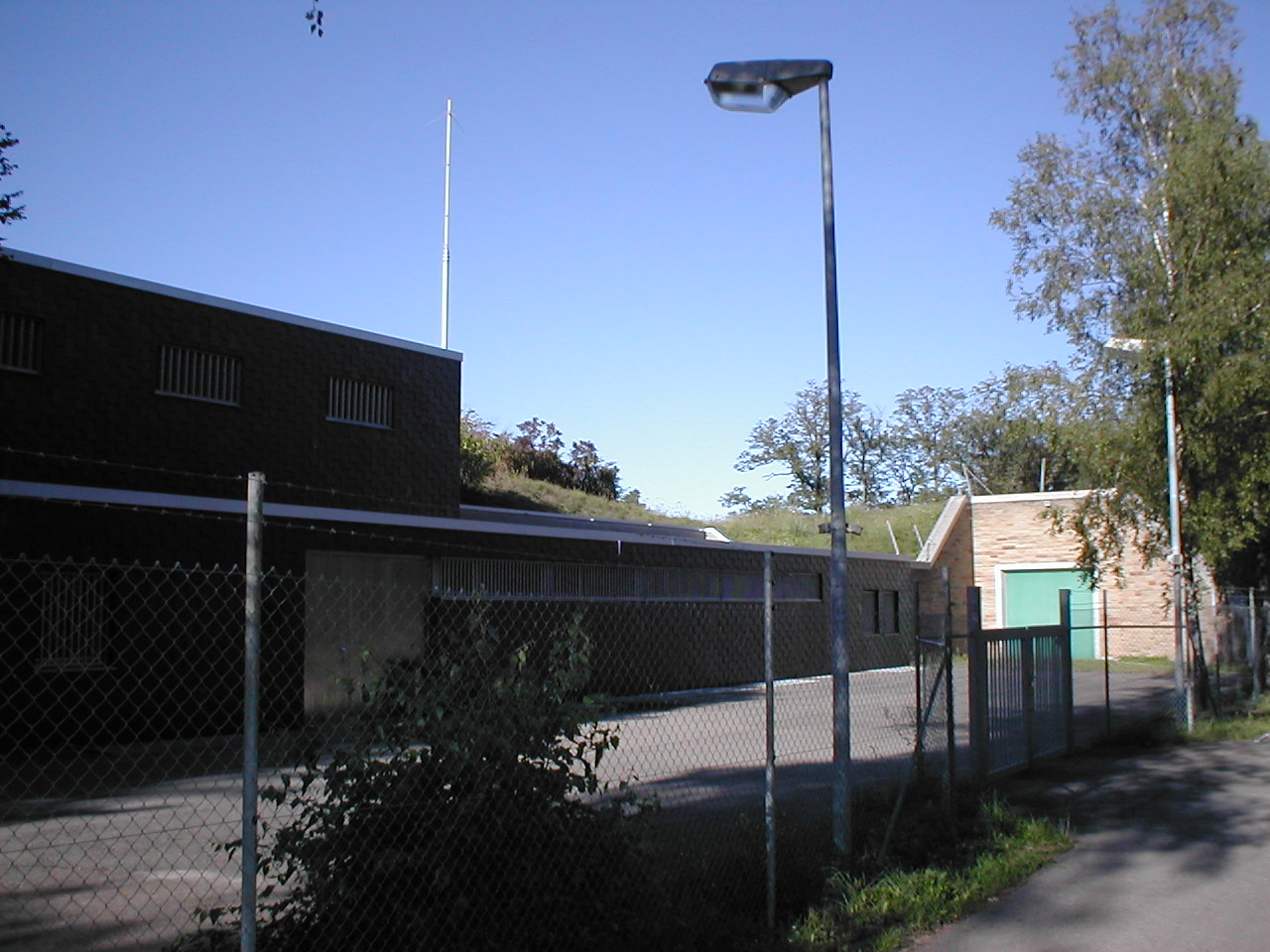
Hochbehälter Schweinsberg
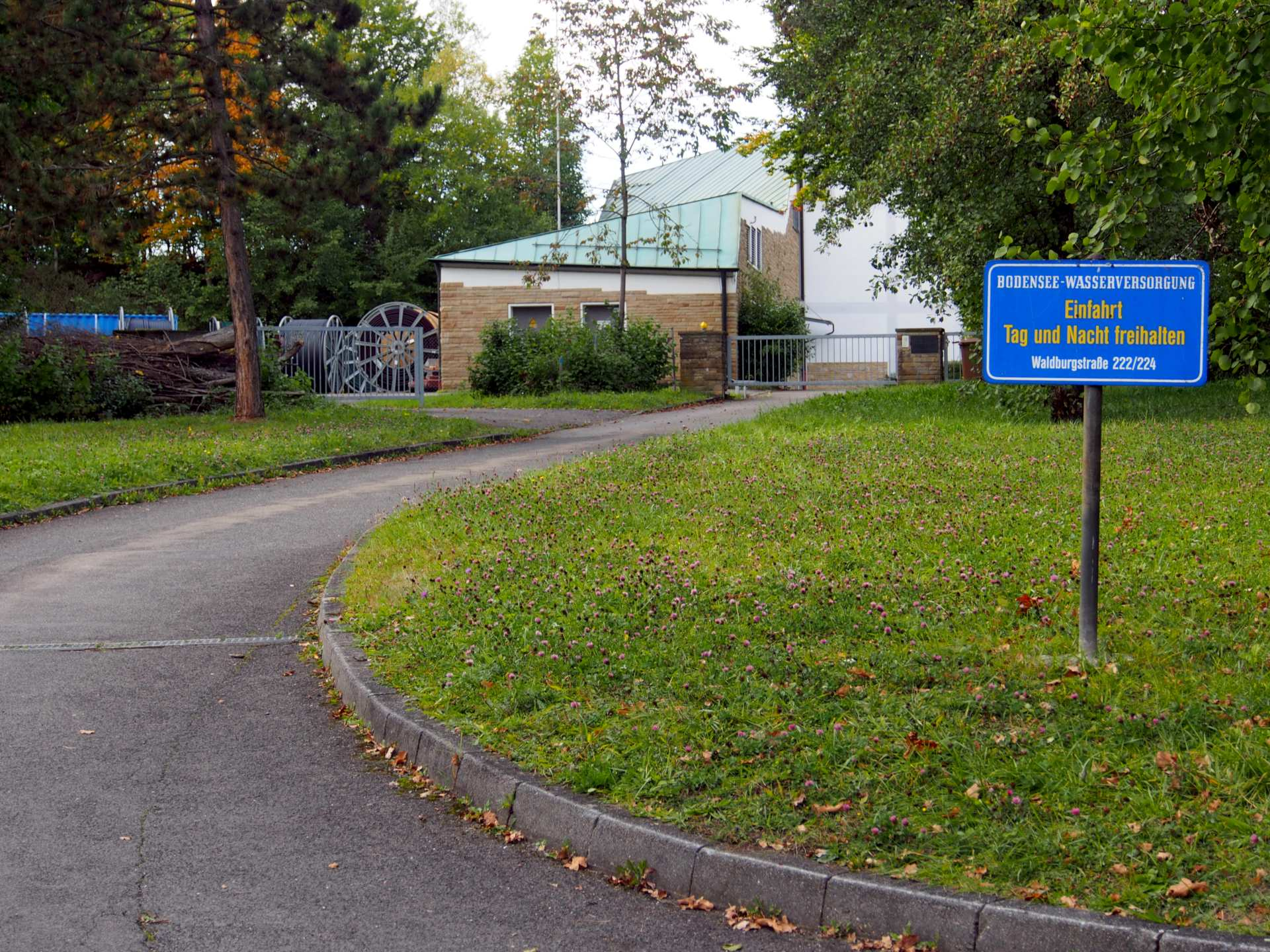
Behälter auf der Rohrer Höhe

Liptingen
Der erste Hochbehälter in Liptingen mit 20.000 Kubikmeter Fassungsvermögen wurde vom Sigmaringer Unternehmen Steidle erstellt und im Herbst 1958 in Betrieb genommen. Als er sich zu klein erwies, wurde im Frühjahr 1962 ein zweiter Behälter mit 30.000 Kubikmeter durch die Firma Härer aus Schwäbisch Hall fertiggestellt. Die Zuleitung der miteinander verbundenen Behälter besteht aus Mannesmann-Rohren von 18 Meter Länge und 1,30 m Durchmesser, der Abfluss erfolgt durch Betonrohre mit Stahlmantel.

### Wasserpreis
Die Bodensee-Wasserversorgung ist ein Zweckverband. Sie erzielt keinen Gewinn. Die Verbandsmitglieder, die gleichermaßen Eigentümer und Kunden der Bodensee-Wasserversorgung sind, gleichen die tatsächlich anfallenden Kosten über eine so genannte Umlage (Festkosten und Betriebskosten) aus. Die Kosten werden berechnet für die Lieferung bis zum Hochbehälter der Gemeinde. Sie bestehen aus Festkosten für die bestellte Wassermenge und aus Kosten für die tatsächlich bezogene Wassermenge.
Die durchschnittliche Umlage im Jahr 2016 lag bei 56,4 Cent je 1000 Liter. In dieser Umlage sind auch 8,1 Cent Wasserentnahmeentgelt enthalten. Das Anlagevermögen der Bodensee-Wasserversorgung beträgt 744,5 Millionen Euro (2015), der Jahresumsatz liegt bei 74 Millionen Euro (2015).

### Notstromaggregate gegen Stromausfälle
Bei Stromausfall ist die Wasserversorgung durch drei Notstromaggregate gesichert. Für den autarken Betrieb der Dieselmotoren werden 180.000 Liter Heizöl gelagert.

## Geschichte

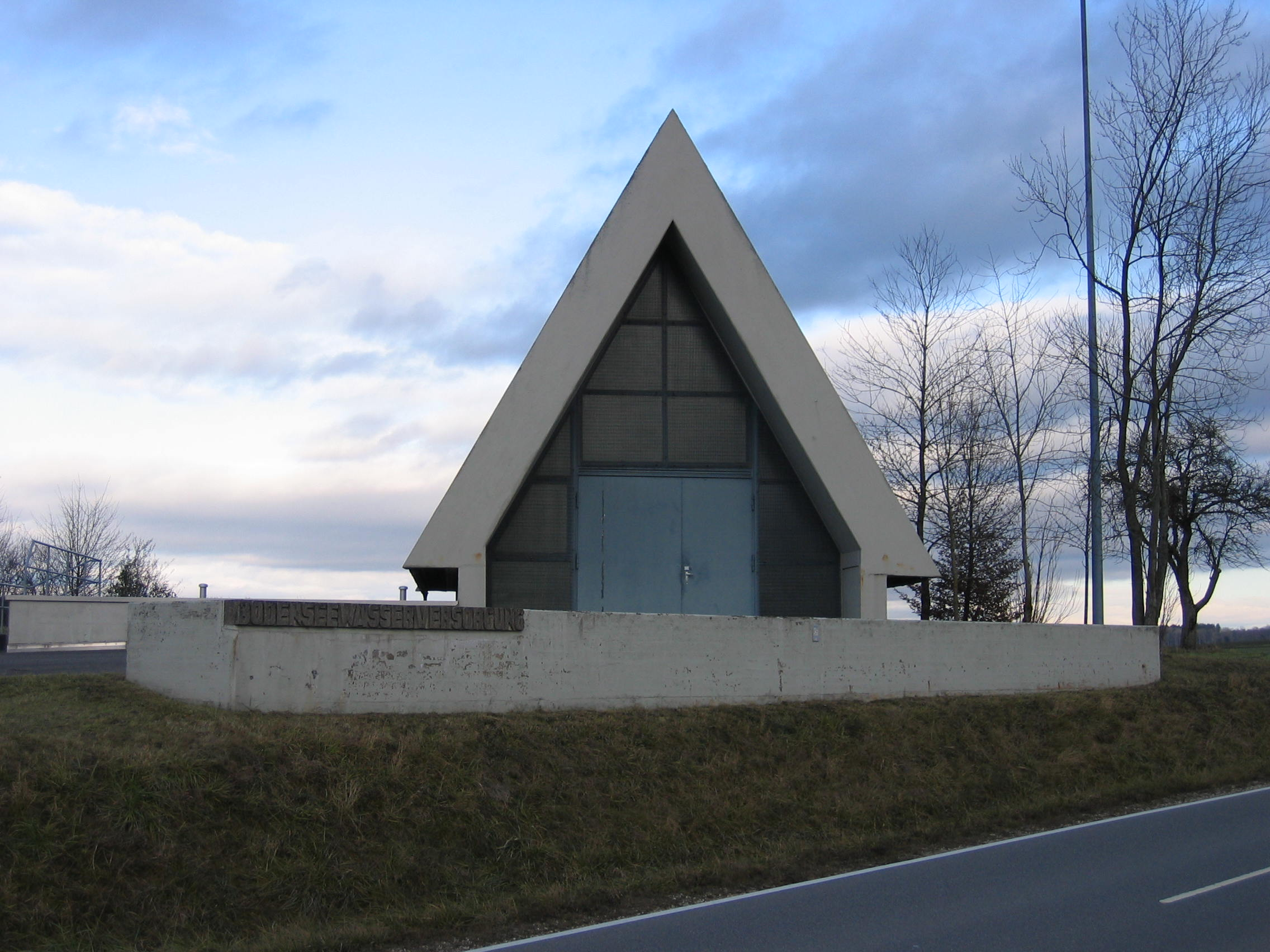
Gebäude der BWV in Sentenhart

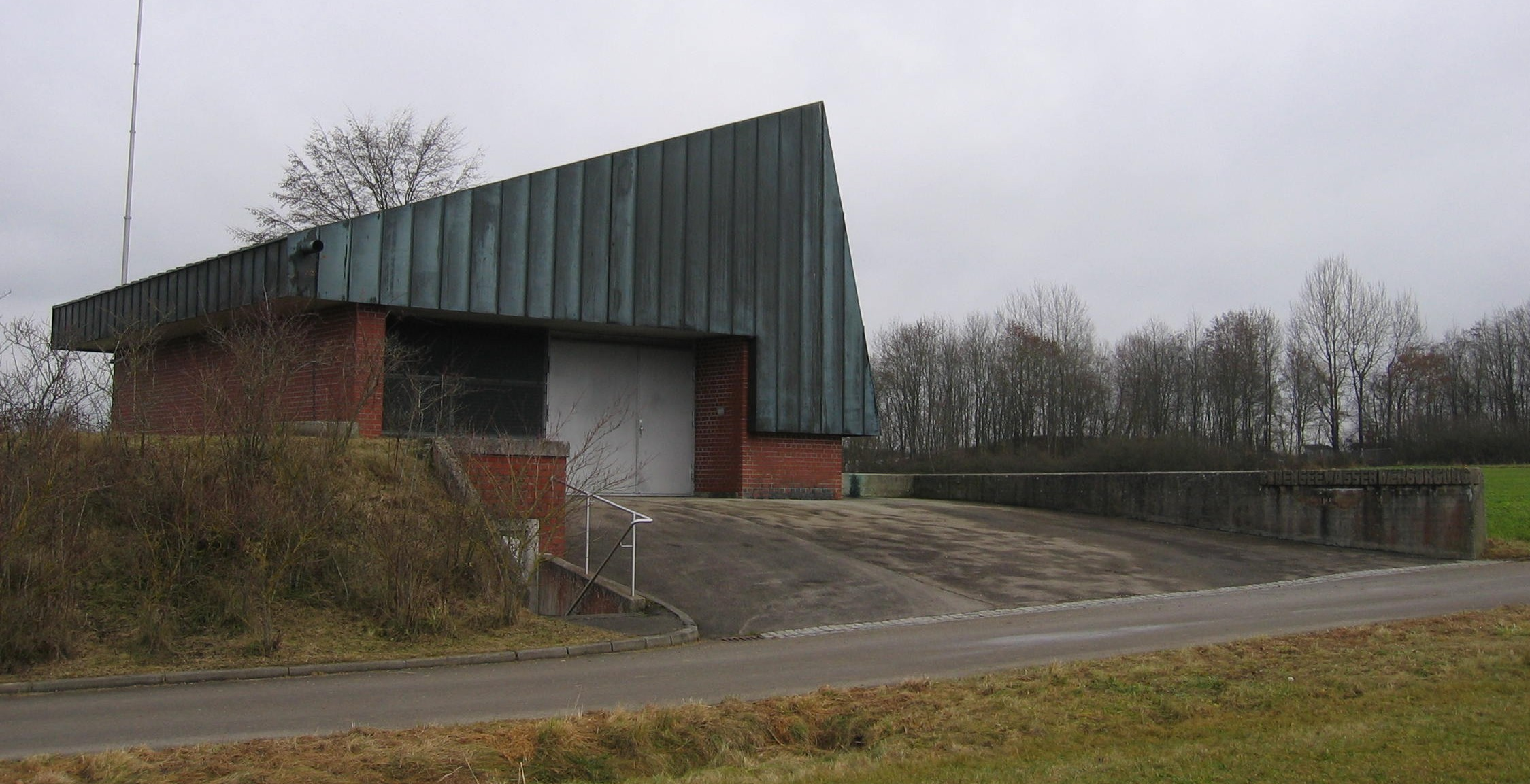
Gebäude der BWV in Ringgenbach

Nach dem Zweiten Weltkrieg herrschte in vielen Gemeinden Baden-Württembergs Wassernot. Besonders schlimm waren die Jahre 1947 und 1949, in denen es nur wenig regnete. Hinzu kam das in den 1950er Jahren beginnende „Wirtschaftswunder“, das den Wasserbedarf sehr schnell anwachsen ließ. Bereits 1950 wurde eine Studienkommission für Wasserversorgung des Württembergisch-Badischen Städteverbands ins Leben gerufen. Im Februar 1953 schlug sie vor, den Bodensee zur Trinkwasserversorgung zu nutzen; im Juli 1953 wurde der Planungs-Zweckverband gegründet. Neben Stuttgart gehörten ihm noch zwölf weitere Städte und Gemeinden (Böblingen, Ebingen, Hechingen, Kornwestheim, Leonberg, Reutlingen, Rottweil, Schwenningen, Sindelfingen, Tailfingen, Tübingen und Villingen) an. Nachdem die Baukosten und deren Bezahlung durch die Städte und Gemeinden geklärt war, wurde am 25. Oktober 1954 der Zweckverband Bodensee-Wasserversorgung gegründet.
Am 11. Februar 1956 begannen die Bauarbeiten für die Förder- und Aufbereitungsanlagen am Bodensee sowie die erste Hauptleitung vom Bodensee nach Bietigheim. 1200 Grundstückseigentümer waren betroffen. Auf der damals größten Baustelle Europas waren insgesamt 3000 Arbeiter beschäftigt. Nach nur zwei Jahren und acht Monaten konnte der Betrieb am 16. Oktober 1958 aufgenommen werden. Damit begann eine rasante Entwicklung: Das Netz wurde ständig erweitert und ausgebaut, um den Wasserbedarf auch anderer Regionen zu decken. Eine Besonderheit des Rohrnetzes ist die rund 24 Kilometer lange unterirdische Durchquerung der Schwäbischen Alb, der „Albstollen“.
Bis zum 31. August 1959 wurden insgesamt 22,5 Mio. Kubikmeter Bodenseewasser ge- und befördert – 30 Städte und Gemeinden waren damals dem Zweckverband angeschlossen.
1981 fusionierte die Bodensee-Wasserversorgung mit der Fernwasserversorgung Rheintal (FWR), welche die Räume nördlich von Heilbronn sowie viele Städte und Gemeinden bei Bad Mergentheim, Buchen, Mosbach und Walldürn versorgte. Die BWV gewann dadurch 54 Städte und Gemeinden sowie zehn Wasserversorgungsverbände neu hinzu. Insgesamt stieg die Zahl der Mitglieder auf 150.
2015 belieferte die Bodensee-Wasserversorgung mit über 143 Mitgliedern insgesamt 320 Städte und Gemeinden mit etwa vier Mio. Einwohnern mit Trinkwasser.

### Cross-Border-Leasing-Vertrag 2002–2009
Mit einem Cross-Border-Leasing-Vertrag hatte der Zweckverband 2002 seine gesamten Betriebsanlagen und die Infrastruktur für 841 Millionen US-Dollar an eine US-Treuhandgesellschaft verleast und von dieser zugleich zurück gemietet. Der Vertrag hatte eine Laufzeit von 30 Jahren. Das Geld wurde bei verschiedenen Finanzinstituten hinterlegt, mit der Verpflichtung, den Mietpreis der Bodensee-Wasserversorgung in mehreren Raten zurückzuzahlen. Eines der beteiligten Finanzinstitute, die AIG, musste im Laufe der Finanzkrise im Herbst 2008 ausgewechselt werden, weil es eine im Vertrag festgehaltene Bonitätsschwelle unterschritten hatte. Ende März 2009 wurden die Vertragsbeziehungen vorzeitig beendet. Der Verlust aus dem Geschäft beläuft sich auf 4,7 Millionen Euro.

### Giftanschlag 2005

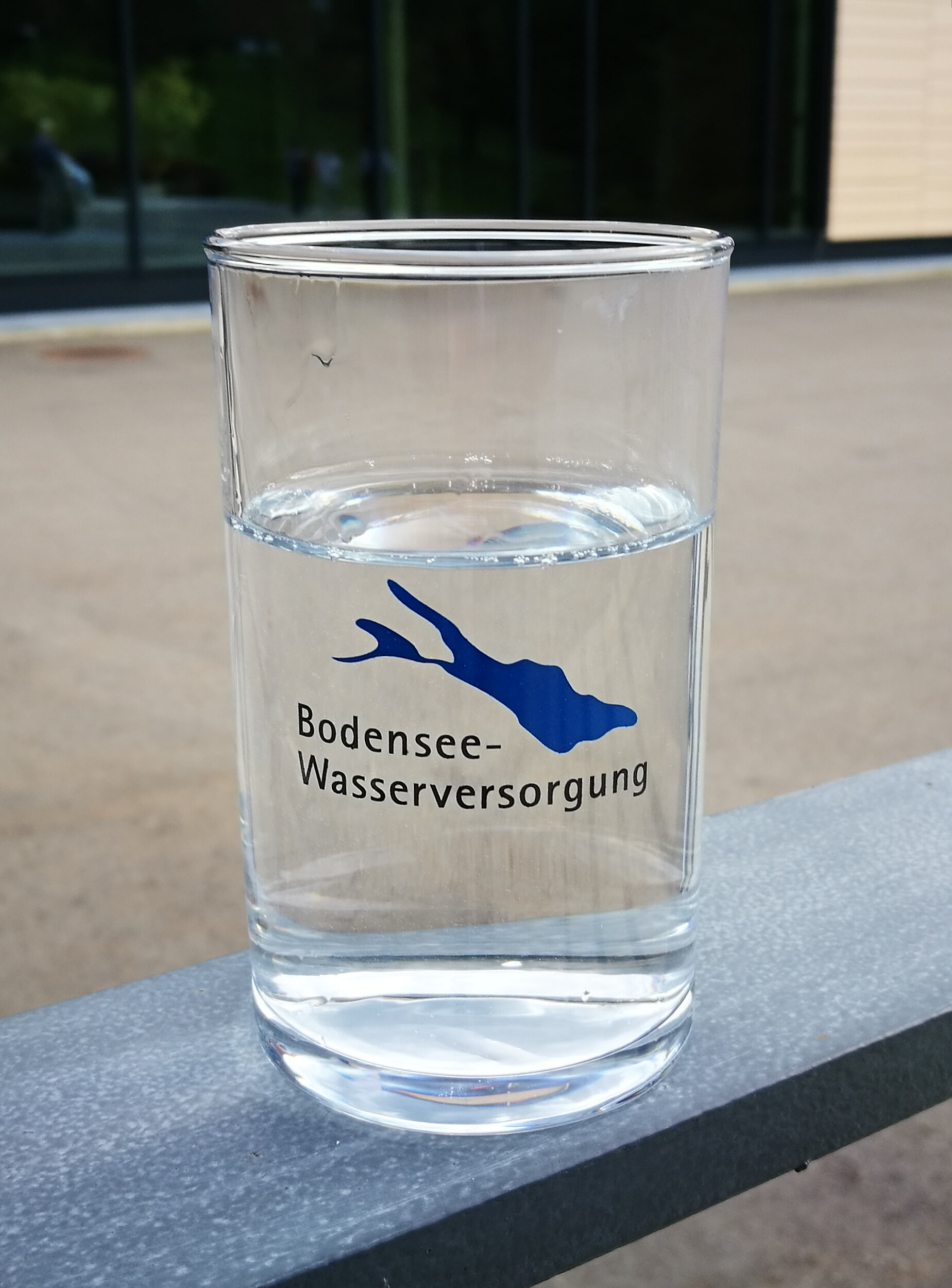
Trinkglas

Am 18. Oktober 2005 wurde in einem Brief an die Bodensee-Wasserversorgung ein Giftanschlag auf den Bodensee mitgeteilt. Bei der Suche nach möglichen Schadstoffen wurden am 7. November zwei Fünf-Liter-Kanister gefunden, einer gefüllt mit Atrazin, der andere mit einem Gemisch anderer Pflanzenschutzmittel. Am 9. November konnten die Kanister unweit der Trinkwasser-Entnahmestelle in circa 75 Meter Tiefe und rund 300 Meter vom Ufer entfernt geborgen werden. Nach weiteren Suchaktionen am Seegrund wurden am 10. Dezember zwei weitere Behältnisse lokalisiert, die am 12. Dezember geborgen wurden. Es handelte sich dabei um einen weiteren Fünf-Liter-Kanister mit flüssigem Pflanzenschutzmittel und eine geöffnete Plastiktüte mit Granulat – laut Analyse des Landeskriminalamtes ebenfalls ein Pflanzenschutzmittel. Die Grenzwerte der Trinkwasserverordnung wurden im Trinkwasser aber zu keinem Zeitpunkt überschritten, was entsprechende Kontrolluntersuchungen ergaben. Mitte Januar 2006 wurden die Suchaktionen am Seegrund ohne weitere Funde eingestellt.
Da allein durch die Größe des Bodensees die Schadstoffe sehr stark verdünnt würden, bestand keine ernsthafte Gefahr für die Trinkwassergewinnung. Dennoch wurden die Sicherheitsmaßnahmen bei der Bodensee-Wasserversorgung durch eine noch bessere Überwachung der Trinkwasserfassung und der eigenen Anlagen erhöht. Darüber hinaus wurde mit Wirkung zum 26. Januar 2012 über der Entnahmestelle eine dem Ufer ca. 100 m vorgelagerte Sperrzone von ca. 400 × 1800 m eingerichtet, innerhalb derer Befahren, Schwimmen und Tauchen verboten sind.

### Klimawandel, Projekt „Zukunftsquelle“
Die globale Erwärmung ist auch in der Region Bodensee, am und im Gewässer wahrnehmbar, z. B. mit der Mehrung ungewöhnlicher Wasserstände, der Besiedlung durch Pflanzen und Tiere aus weit entfernten Gebieten (-> Neozoen im Bodensee) oder schwächerer Zirkulation des Seewassers im Winter. Dies beschäftigt auch die BWV: Mit dem „Projekt Zukunftsquelle“ plant sie weitere notwendige Anpassungen an den Klimawandel und seine Folgeerscheinungen. Insbesondere soll hier eine weitere Entnahmestelle an einem zusätzlichen Standort „Pfaffental“ nördlich von Sipplingen errichtet werden.
Die am Bodensee invasive Quagga-Dreikantmuschel z. B. setzt sich an Mikrosieben und Rohren von Wasserwerken fest; seit 2016 bereits sorgt das (auch) bei der BWV für einen hohen Personal-, Reinigungs- und Kostenaufwand, Anfang 2023 z. B. bereits 5,8 Mio. Euro. Man schätzt, dass die Quagga-Muschel-Masse pro Quadratmeter See bis 2045 voraussichtlich um das Neun- bis Zwanzigfache zunehmen wird, vor allem durch stärkere Besiedlung der tieferen See-Bereiche; die Landesanstalt für Umwelt Baden-Württemberg (LUBW) nimmt an, dass die Muschel im See bis ca. 2040 90 % der Biomasse ausmachen wird.

## Kooperationen
Der Zweckverband Bodensee-Wasserversorgung ist Mitglied in der Arbeitsgemeinschaft Wasserwerke Bodensee-Rhein (AWBR) und arbeitet in der Internationalen Gewässerschutzkommission für den Bodensee (IGKB) mit.